# Wietzlowsches Haus

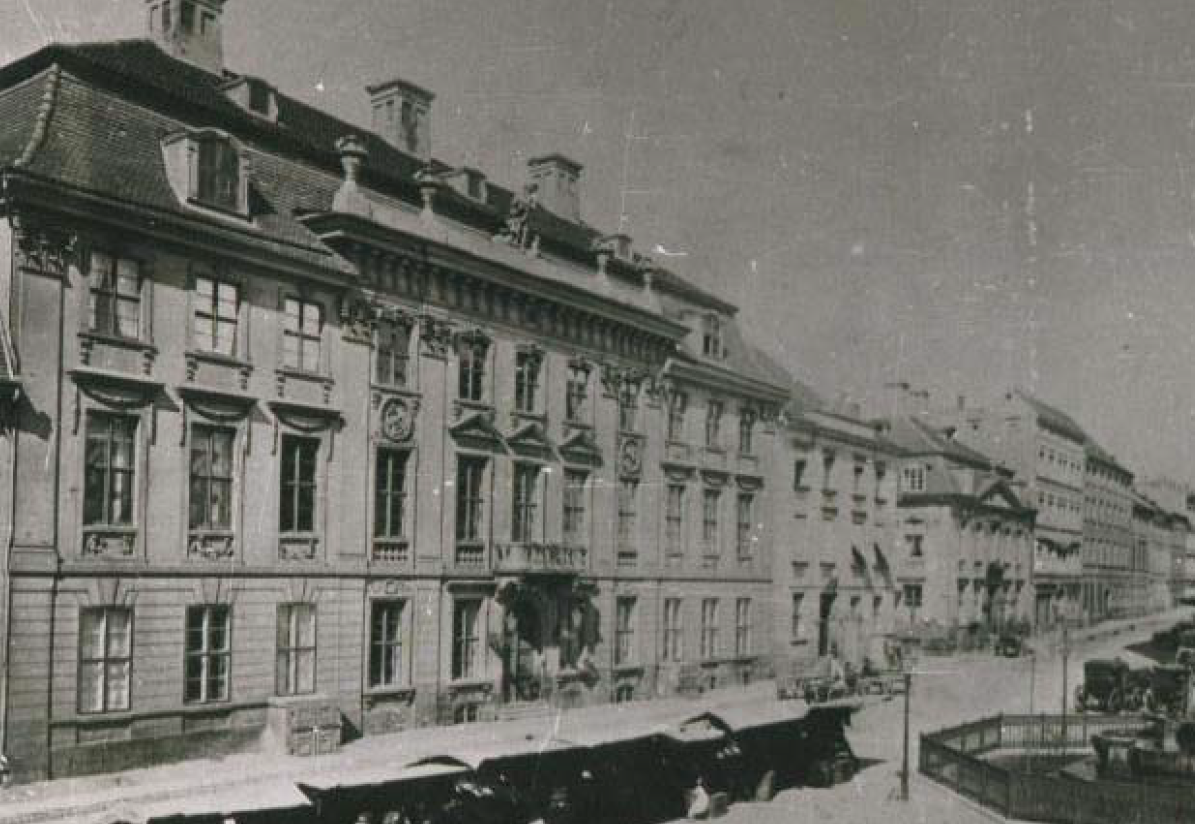
Wietzlowsches Haus in 1869

Das Wietzlowsche Haus war ein Stadtpalais in Stettin. Es galt als das schönste Beispiel eines pommerschen Stadtschlosses des 18. Jahrhunderts und wurde im Jahre 1890 abgerissen.
Das Palais wurde unter der Regierung des preußischen Königs Friedrich Wilhelm I. errichtet. Dieser hatte Stettin 1720 im Frieden von Stockholm für Preußen erworben und ging daran, die Schäden zu beseitigen und Baulücken zu schließen, die 1713 während der Belagerung von Stettin entstanden waren. In diesem Rahmen erbaute sich Philipp Otto von Grumbkow, neuernannter Präsident der Pommerschen Kriegs- und Domänenkammer, mit finanzieller Unterstützung des Königs von 1723 bis 1726 am Roßmarkt ein stattliches Palais. Die Pläne stammten vom preußischen Generalmajor und Chef des Ingenieurkorps Peter von Montargues, ab 1724 wirkte der Oberbaudirektor Philipp Gerlach am Bau. Der König nahm persönlich Anteil, so legte er am 12. April 1725 fest, die Fassade in gelb und weiß zu streichen. 
Von 1757 bis 1763 wohnte Herzogin Friederike Dorothea Sophia im Palais, die Gemahlin des in preußischem Militärdienst stehenden Herzogs Friedrich Eugen von Württemberg. Spätere Besitzer waren seit 1777 ein Kommerzienrat Salingré und im 19. Jahrhundert die Familie Wietzlow, nach der das Palais das „Wietzlowsche Haus“ genannt wurde (auch die Schreibweise „Witzlowsches Haus“ kommt vor). Das Palais bestand bis 1890, als es abgebrochen wurde, um einem Gebäude der Preußischen National-Versicherungsgesellschaft Platz zu machen.
Das im Stil des „preußischen Barocks“ errichtete dreigeschossige Gebäude hatte eine reichgegliederte Fassade mit breitem Mittelrisalit, ein prächtiges Treppenhaus und zahlreiche saalartige Räume. Es galt als „das schönste Beispiel eines pommerschen Stadtschlosses des 18. Jahrhunderts“ und das „schönste aller Privathäuser Stettins“.